# Lobianchia
El género Lobianchia son peces marinos de la familia mictófidos, distribuidos por aguas templadas y tropicales de todos los océanos del planeta.
La longitud máxima descrita oscila entre 5 y 6 cm.
Son especies batipelágicas de aguas profundas, de comportamiento oceanódromo, realizan migraciones verticales diarias subiendo durante la noche.

## Especies
Existen dos especies válidas en este género:
- Lobianchia dofleini (Zugmayer, 1911) - Mictófido japonés.
- Lobianchia gemellarii (Cocco, 1838) - Linternilla de Gemellar.